# Zaâma d'banlieue
Zaâma d'banlieue est un collectif militant fondé en 1979 à Lyon et dissout en 1984.
Composé essentiellement de jeunes femmes de nationalité ou d’origine algérienne, il est engagé dans la défense des droits des jeunes issus de l’immigration. Le collectif organise des rencontres, des conférences de presse, et publie des fanzines. Il souhaite dénoncer les contrôles d’identité abusifs, les expulsions, les violences policières, ainsi que le laxisme des institutions judiciaires face aux crimes commis contre les descendants d’immigrés. Ses figures emblématiques sont Djida Tazdaït, Farida, Nadia et Tim.

## Création du collectif
Zaâma d’banlieue voit le jour en 1979 à Lyon, à l’initiative de quatre jeunes femmes algériennes, Djida Tazdaït, Tim, Nadia et Farida, fréquentant les milieux alternatifs du quartier de la Croix-Rousse.  Le groupe initial se compose principalement de femmes âgées d'une vingtaine d'années, confrontées à des parcours universitaires discontinus et des emplois précaires. Motivées par un sentiment d’injustice, elles s'organisent pour dénoncer les inégalités subies par les descendants d’immigrés dans les banlieues lyonnaises, et plus largement en France. Leur démarche se caractérise par une protestation active contre les « morts violentes » et les abus de pouvoir, en particulier dans le contexte des relations police-justice,.
Le terme Zaâma dérive de la racine verbale arabe zal ayn min, qui signifie « prétendre ». Dans le dialecte populaire maghrébin, Zaâma est souvent utilisé de manière ironique pour remettre en question ou discréditer des prétentions, qu'elles soient d'expérience ou de posture.
Le groupe est enregistré en préfecture sous l’acronyme Association expression jeunes immigrés (AEJI).

## Actions et initiatives
Le collectif Zaâma d’banlieue est à l'origine de plusieurs initiatives pour sensibiliser l’opinion publique aux problèmes des jeunes de banlieue. Il organise notamment des concerts gratuits, des manifestations et publie des journaux. Ces actions permettent de visibiliser l'expérience de la marginalisation, tout en défiant les normes de genre. Les membres adoptent un style vestimentaire inspiré de figures féminines anglo-saxonnes comme Tina Turner et Madonna, marquant ainsi un rejet des codes de discrétion traditionnellement associés aux femmes issues de l'immigration. Leur langage est direct, empruntant aux milieux populaires, et elles utilisent l’invective comme outil pour s'affirmer dans l’espace public.
Le collectif réalise le film Minguettes 1983 - Paix sociale ou pacification ? Tourné dans la Zup de Vénissieux, dans la banlieue lyonnaise, il présente de l'intérieur, les événements du printemps et de l’été 1983, à l’origine de la Marche pour l’égalité et contre le racisme.
Bien que le collectif s’inscrive dans une lutte contre le patriarcat, ses membres se distinguent par une relation ambivalente avec le féminisme institutionnel. Elles dénoncent le sexisme et la domination masculine, mais rejettent un féminisme d’État qu'elles perçoivent comme déconnecté de leurs réalités. Zaâma revendique une approche communautaire inclusive, refusant de stigmatiser les figures masculines de leur entourage, comme les pères et les frères, et cherchant plutôt à réhabiliter une communauté unie autour d’un destin partagé.

## Dissolution
Le collectif se dissout en 1984 à la suite des Assises nationales des associations de jeunes issus de l’immigration, qui se tiennent en  juin à Villeurbanne et Vaulx-en-Velin. 

### Filmographie
- 1983 : Minguettes 1983 - Paix sociale ou pacification ?[6]